# Isoodon obesulus
Il bandicoot bruno meridionale (Isoodon obesulus Shaw, 1797), noto anche come quenda dal termine utilizzato dagli indigeni Noongar, è un bandicoot dal naso corto diffuso soprattutto in Australia meridionale.
Questo bandicoot mostra alcuni aspetti di dimorfismo sessuale, essendo le femmine leggermente più piccole dei maschi. Un maschio, mediamente, è lungo 330 mm ed ha una coda di 120 mm. La femmina, invece, ha il corpo e la coda più corti rispettivamente di 30 e 10 mm. Il primo pesa circa 0,9 kg, la seconda 0,7. La pelliccia di questo marsupiale è ruvida e di colorazione variabile dal grigiastro scuro al bruno giallastro, con il ventre bianco-crema. Le orecchie sono corte e arrotondate.
La riproduzione è strettamente correlata al locale regime delle piogge e molti bandicoot bruni si riproducono in ogni periodo dell'anno. Una nidiata che può essere costituita anche da 5 piccoli viene data alla luce dopo una gestazione di 11 giorni e svezzata a 2 mesi.
Nonostante alcuni autori riconoscano almeno cinque sottospecie (I. o. fusciventer, I. o. obesulus, I. o. peninsulae, I. o. affinus, I. o. nauticus), l'edizione più recente di Mammal Species of the World, oltre a quella nominale, considera come sottospecie valida solamente I. o. nauticus; le altre vengono ritenute semplici sinonimi.